# Rue de Caumont
La rue de Caumont est une voie de Toulouse, chef-lieu de la région Occitanie, dans le Midi de la France.

## Situation et accès

### Description
La rue de Caumont est une voie publique. Elle se trouve dans le quartier de la Juncasse-Argoulets, dans le secteur 4 - Est.
Longue de 381 mètres, elle naît au carrefour des rues Arthur-Legoust et Louis-Plana, perpendiculairement à cette dernière. Elle suit un parcours relativement rectiligne, orienté au nord-est. Elle reçoit après 173 mètres la rue Émile-Paul-Heuillet et se termine 208 mètres plus loin en rencontrant le chemin des Argoulets.
La chaussée compte une voie de circulation à double-sens. Elle est définie comme une zone 30 et la vitesse y est limitée à 30 km/h. Il n'existe pas de piste, ni de bande cyclable.

### Voies rencontrées
La rue de Caumont rencontre les voies suivantes, dans l'ordre des numéros croissants (« g » indique que la rue se situe à gauche, « d » à droite) :
1. Rue Louis-Plana
2. Rue Arthur-Legoust (d)
3. Rue Émile-Paul-Heuillet (d)
4. Chemin des Argoulets

### Transports
La rue de Caumont n'est pas directement desservie par les transports en commun Tisséo. Elle débouche cependant au sud sur la rue Louis-Plana et la place de la Roseraie, où se trouve la station du même nom, sur la ligne de métro , ainsi que les arrêts des lignes de bus 1936. 
Les stations de vélos en libre-service VélôToulouse les plus proches de la rue de Caumont sont les stations no 178 (face 100 avenue Yves-Brunaud) et no 216 (3 rue Jean-Houdon).

## Odonymie
La rue portait le nom, en 1934, de rue du Château-de-Caumont : en effet, elle longeait à l'est l'ancien domaine du château de Caumont, édifié pour la famille de ce nom (emplacement de l'actuel no 10 route d'Agde). Il fut partagé et loti à partir de 1934. En 1947, par décision du conseil municipal, le nom a été réduit au seul nom de Caumont.

## Patrimoine et lieux d'intérêt

### Immeubles et maisons
- no  1 : immeuble (deuxième quart du XXe siècle)[3].
- no  2 : maison (deuxième quart du XXe siècle).

- no  8 : maison. 
La maison, de style moderne, est construite vers 1957.

- no  29 : maison. 
La maison, de style Art déco néo-landais, est construite en 1950, dans le cadre de l'aménagement du lotissement de la Société immobilière toulousaine pour l'extension et l'embellissement de la ville (S.I.T.E.E.V.)[4]. Elle est bâtie en béton, les façades sont couvertes d'un enduit clair. L'entrée, au rez-de-chaussée, se fait par un large porche en-œuvre. Au rez-de-chaussée et à l'étage, la façade est animée par les tailles différentes des fenêtres. Le niveau de comble est simplement percé d'une ouverture triangulaire. Le bâtiment, à pignon simple, est couvert par un toit à deux pans dissymétriques[5].

### Boulodrome René-Cannizzo
Le boulodrome de La Roseraie est construit en 1986. Il compte huit terrains et héberge le Club bouliste toulousain (CBT). Depuis 2007, il porte le nom de René Cannizzo (1932-2014), joueur de boules lyonnaises et sociétaire du CBT, 17 fois champion de France. Proche du maire de Toulouse, Dominique Baudis, il fut aussi conseiller municipal entre 1983 et 2001.